# Reef Station
Reef Station è una comunità non incorporata degli Stati Uniti d'America situata nella Contea di Kings, nello Stato della California. Si trova a una distanza di circa 13 km a sud-sudovest di Avenal.

## Geografia fisica

### Clima
La zona gode di estati secche ma non troppo calde; la temperatura media mensile non supera i 22 °C. Secondo il sistema di classificazione dei climi di Köppen, Reef Station è caratterizzata da un clima di tipo "Csb" (temperato umido con estate asciutta e non troppo calda).